# Grünherzholz
Grünherzholz ist eine Holzart der südamerikanischen Baumart Chlorocardium rodiei aus der Familie der Lorbeergewächse (Lauraceae). Im Englischen wird sie als Greenheart bezeichnet, weitere Handelsnamen sind Demerara, Viruviru oder Bebeere u. a.

## Beschreibung

### Vegetative Merkmale
Chlorocardium rodiei wächst als immergrüner Baum und erreicht Wuchshöhen von 25 bis 40 Metern oder mehr. Der bis zu 15, selten auch 25 Meter lange Stamm ist zylindrisch und besitzt keine oder nur geringe kurze Wurzelanläufe oder kleinere Brettwurzeln. Der Stammdurchmesser erreicht 60–100 Zentimeter. Die zimtbraune, relativ glatte Borke ist großschuppig, dünn und hart.
Die ganzrandigen, einfachen und ledrigen Laubblätter sind gegenständig und eiförmig bis -lanzettlich oder lanzettlich. Sie sind kurz gestielt, bis etwa 11–17 Zentimeter lang, bis 4,5–7 Zentimeter breit und an der Spitze bespitzt bis zugespitzt. Die Nervatur ist fein gefiedert.

### Generative Merkmale
Es werden kleine, 5 Zentimeter große und achselständige Rispen gebildet. Die weißlichen, zwittrigen, kurz gestielten und angenehm duftenden Blüten sind etwa 5–10 Millimeter im Durchmesser. Die ungleichen Blüten sind normalerweise vierzählig mit einfacher Blütenhülle. Wobei die Blüten meist 4 oder/bis 8 ungleiche, etwa eiförmige Tepalen aufweisen. Auch können 12–20 Staubblätter vorhanden sein die in 3–5 Kreisen stehen. Die ungleichen, feinflaumigen, kurzen Staubblätter sind sitzend, also ohne Staubfäden, und mit zwei kleinen Drüsen an der Basis. Sie sind kegel- oder zungenförmig geformt mit übereinander liegenden Theken. Der mittelständige Fruchtknoten ist haarig, mit kurzem haarigem Griffel mit kleiner, kopfiger Narbe und er sitzt in einem becherförmigen Blütenboden.
Es werden rundliche und bräunliche, hell gesprenkelte und etwa 5–7 Zentimeter große Steinfrüchte mit einem beständigen, holzigen Blütenboden (Fruchtbecher) gebildet.

## Systematik
Die Erstbeschreibung des Basionyms Nectandra rodiei erfolgte 1844 durch Robert Hermann Schomburgk in London J. Bot. 3: 626. Die Umteilung in die neue Gattung Chlorocardium erfolgte 1991 durch Jens Gunter Rohwer, Hans Georg Richter und Henk van der Werff in Ann. Missouri Bot. Gard. 78(2): 388. Ein Synonym ist Ocotea rodiei (R.H.Schomb.) Mez. und Nectandra leucantha var. rodiaei (R.H.Schomb.) Griseb.

## Verbreitung
Grünherzholz ist vor allem im nordöstlichen Südamerika in Guyana, Surinam, Brasilien, Venezuela und auf einigen Inseln in der Karibik beheimatet.

## Holzbeschreibung
Das Kernholz des Grünherzholzes kann sehr unterschiedlicher Farbe sein. Es gibt Variationen von gelbgrün, hell- und dunkeloliv oder gelblich- und dunkelbraun bis hin zu schwarz.
Der Faserverlauf des Holzes ist meist gerade oder wechseldrehwüchsig. Dabei ist die Struktur fein und ebenmäßig.
Das Splintholz weist keine deutlichen Unterschiede zum Kernholz auf. Es ist hellgelb oder grünlich angehaucht. Es können einige Holzfehler auftreten. Darunter fallen Krümmungen, Kernverlagerungen, Risse, farbliche Unterschiede und leichter Wechseldrehwuchs. Am Splintholz können zudem noch Fraßgänge vorkommen.

## Holzeigenschaften und Verwendung

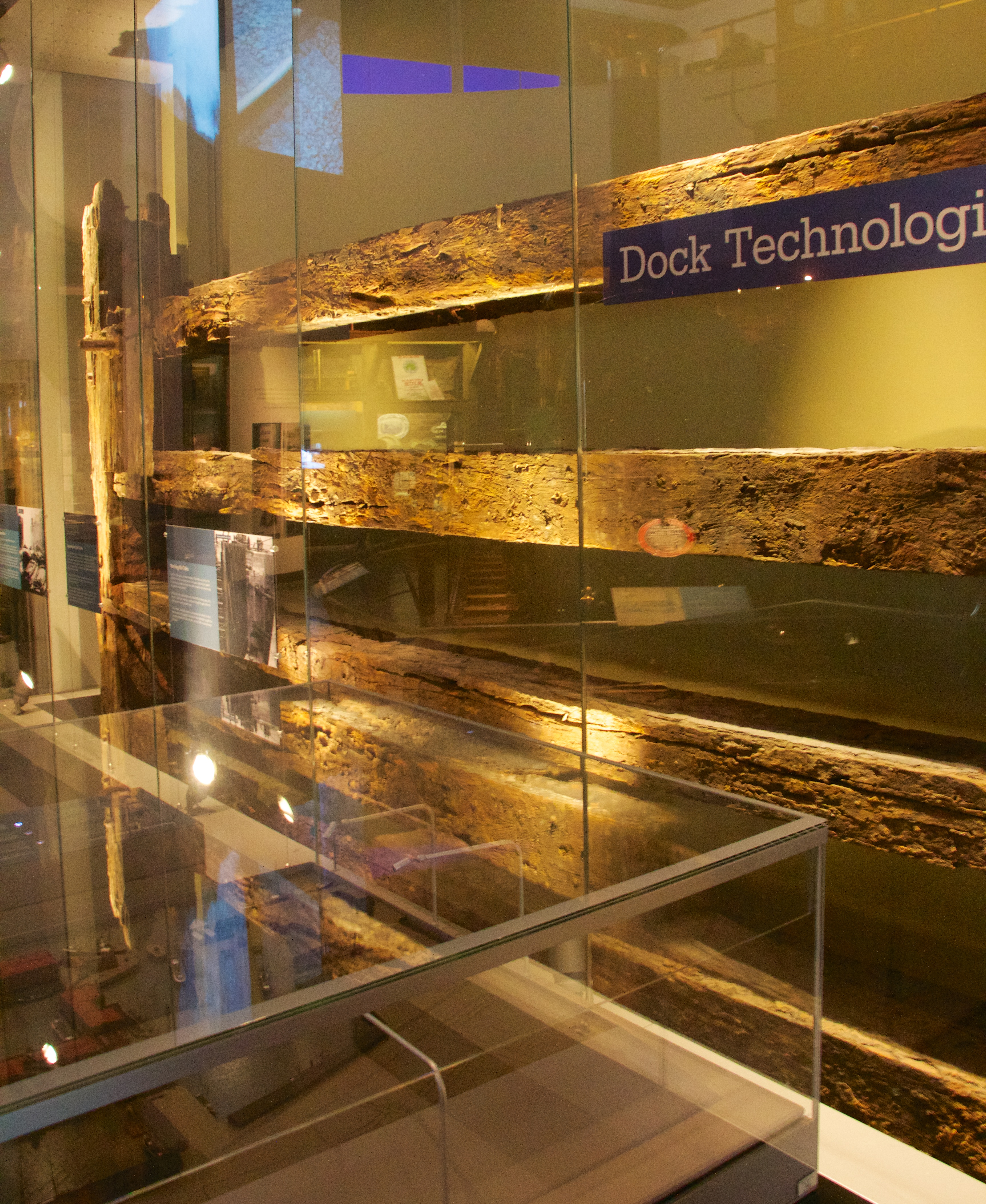
Ein ehemaliges Tor der Dockanlage von Manchester im Museum of Liverpool besteht aus Grünherzholz.

Grünherzholz ist ein sehr hartes, schweres und dichtes Holz (Eisenholz), wodurch es schwierig zu bearbeiten ist.
Es hat eine hohe Biege-, Druck- und Schlagfestigkeit, nur eine geringe Verformbarkeit ist erkennbar.
Aufgrund der besonderen Eigenschaften hat Grünherzholz eine besondere Verwendung im Brücken-, Hafen- und Schiffbau. Es werden Schleusentore, Docks, Hafenkais und Gebäude daraus hergestellt, sowie Sportgeräte, Griffstücke für Billardstöcke und Angelruten. Es wird für industrielle Fußböden, Weberschiffchen und Chemikalienbottiche verwendet.
| Darrdichte  | 900-1020-1100 kg/m3   |
| Porenanteil | etwa 32 %             |
| Schwindsatz | radial 6,5- 8,2 %     |
| Schwindsatz | tangential 8,1- 9,6 % |
| Schwindsatz | Volumen 14,6- 17,8 %  |

| Druckfestigkeit | 90-109-132 N/mm3             |
| Biegefestigkeit | 179-219-275 N/mm3            |
| Scherfestigkeit | 12-15-19 N/mm3               |
| Schlagzähigkeit | 5,6-7,3-9,8 J/cm2            |
| Härte (HBII)    | 72-74-76 N/mm3               |
| Härte (HB)      | 42-49-57 N/mm3               |
| E-Modul         | 20000-21800-27000 N/mm3      |
| Spaltfestigkeit | radial 0,5-0,7-0,8 N/mm3     |
| Spaltfestigkeit | tangential 1,2-1,7-2,2 N/mm3 |

## Verarbeitung
Aufgrund seiner Härte ist Grünherzholz nur schwierig zu bearbeiten. Beim Nageln und Schrauben ist Vorbohren erforderlich.
Da das Holz die Werkzeugschneiden abstumpft, lässt es sich nur schlecht sägen. Stellitierte Werkzeuge sind zu verwenden und eine Schnittgeschwindigkeit von 15 m/s zu nutzen. Beim Hobeln sollte ein reduzierter Schnittwinkel eingesetzt werden.
Das Holz lässt sich meistens gut spalten und verleimen. Zudem kann es poliert werden.

### Trocknung
Die Trocknung von Grünherzholz verläuft langsam.
Eine technische Trocknung ist nur nach einer vorangegangenen Lufttrocknung bei 40 °C–60 °C zu empfehlen.

### Dauerhaftigkeit
Grünherzholz hat eine sehr gute Widerstandsfähigkeit gegenüber Kernholzkäfern und Bohrmuscheln. Es ist pilz- und insektenresistent, termiten- und witterungsfest. Das Holz nimmt keine Holzschutzmittel an.

### Gesundheitsrisiken
Bei der maschinellen Bearbeitung können giftige Holzsplitter aus dem Hirnholz herausbrechen.
Der Holzstaub kann Schleimhaut- und Halsreizungen, Kopfschmerzen, Atemnot und Beschwerden der Verdauungsorgane hervorrufen.

## Handel
Grünherzholz wird in Europa regelmäßig und in geringen Mengen importiert. Surinam und Guyana sind die Hauptexportländer. Als Ersatzholz wird Afrikanisches Grünherzholz von Piptadeniastrum africanum und Cylicodiscus gabunensis aus der Familie der Hülsenfrüchtler verwendet. Ähnlich ist noch Braunherzholz von Vouacapoua americana, sowie Uganda- oder Ostafrika-Grünherz Warburgia ugandensis.
Gewöhnlich wird das Holz in quadratisch behauenen Blöcken von einer Länge zwischen 4,0 m bis 8,0 m und einen Baummittedurchmesser (BMD) von 0,2 m bis 0,6 m verkauft.